# El Bagre
EL Bagre este un municipiu în Columbia, în departament Antioquia.